# Operacja Skorpion
Operacja Skorpion (tytuł oryg. Scorpio One) – amerykański film fantastycznonaukowy z 1998 roku.

## Obsada
- Robert Carradine jako Carter
- Robin Curtis jako Shannon Brey
- Brent Huff jako Till
- Jeff Speakman	jako Jared Stone
- Steve Kanaly jako komandor Wilson
- George Murdock jako Wilfrid Parlow
- Judith Chapman jako Gibson
- Lance LeGault jako senator Treadwell